# 황병대
황병대(1960년 11월 14일~)는 대한민국의 스키 선수로, 1984년 동계 올림픽에 참가했다.